# M3 Lee

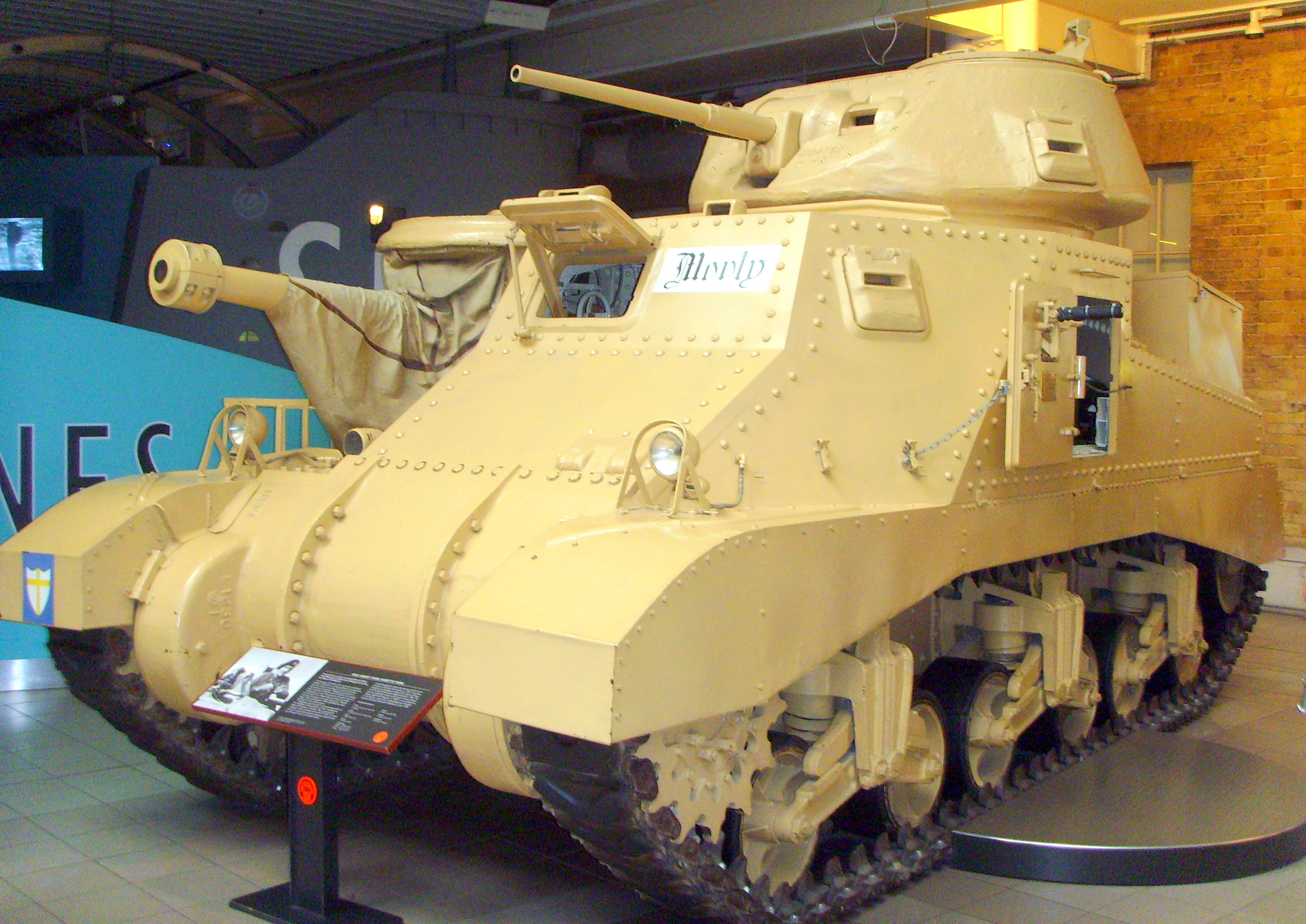
M3 „Monty”, egzemplarz czołgu używany przez gen. Bernarda Montgomery’ego w czasie walk w Afryce Północnej

M3 General Lee – amerykański czołg średni z okresu II wojny światowej. Wersja używana przez armię brytyjską z powiększoną wieżą i bez dodatkowej wieżyczki znana była pod nazwą General Grant.

## Historia konstrukcji
W 1939 roku armia amerykańska wprowadziła do uzbrojenia czołg średni M2, który w tamtym czasie był już konstrukcją niespełniającą wymogów pola walki. Dla amerykańskich wojskowych stało się to jasne dopiero po zakończeniu bitwy o Francję, latem 1940 roku. Będąc pod wrażeniem niemieckich czołgów PzKpfw III i PzKpfw IV nakazano stworzenie nowej konstrukcji  o silniejszym uzbrojeniu umieszczonym w wieży. Z tego zalecenia powstał później czołg M4 Sherman. Jednak zanim powstał w ogóle jego projekt i wprowadzono go do produkcji, miało upłynąć jeszcze sporo czasu. Dlatego postanowiono stworzyć pojazd przejściowy, który mógłby zostać wprowadzony do produkcji jak najszybciej poprzez wykorzystanie wielu rozwiązań z czołgu M2. Tak powstał czołg średni M3.
Z M2 wykorzystano podwozie, transmisję, jednostkę napędową oraz częściowo kształt przedziału bojowego. Dla zwiększenia siły ognia zamontowano armatę kal. 75 mm. Jako że w tamtym czasie wieżę dla takiego działa dopiero projektowano, zamontowano je w sponsonie kadłuba, przez co miało ograniczoną swobodę ruchu. Głównym zadaniem tego działa miało być zwalczanie wrogich stanowisk ogniowych i umocnień pociskami odłamkowo-burzącymi. Do zwalczania wrogich pojazdów pancernych miało służyć działko ppanc. kal. 37 mm. umieszczone w wieży. Na wieży umieszczono dość wysoką kopułę obserwacyjną dowódcy, wyposażoną w przeciwlotniczy karabin maszynowy, co sprawiało wrażenie, że czołg miał dwie wieże położone jedna na drugiej. Tę wersję Brytyjczycy nazwali M3 General Lee (na cześć generała Konfederacji Roberta E. Lee).
Armia brytyjska (choć z konstrukcji niezadowolona) zamówiła M3 po tym, jak Amerykanie nie zgodzili się na produkcję brytyjskich projektów w swoich fabrykach. Zażądali jednak wprowadzenia kilku zmian w projekcie. Wersja brytyjska – nazwana M3 Grant (dla upamiętnienia generała Unii, późniejszego 18. prezydenta USA, Ulyssesa Granta) miała zmienioną wieżę, niższą i wyposażoną w radio (co pozwoliło zmniejszyć załogę z 7 do 6 ludzi).
Produkcję czołgu rozpoczęto w sierpniu 1941 roku. W jej trakcie wprowadzono w czołgu kilka zmian, z których najważniejszą (w czołgach M3 Lee) było zmniejszenie załogi do 6 osób (obsługę radia przydzielono kierowcy) oraz zamontowanie armat zarówno 37 mm jak i 75 mm o dłuższych lufach. Doświadczenia zdobyte przy produkcji M3 pozwoliły na szybkie przestawienie się tych samych fabryk na produkcję czołgu M4 Sherman, która w latach 1943-44 osiągnęła ogromną skalę - dzięki dużej unifikacji obu pojazdów.
Na podwoziu M3 powstało kilka modeli dział samobieżnych. Czołg M3 stanowił też bazę, na której powstał kanadyjski czołg Ram. Po wejściu do produkcji czołgu M4 Sherman powoli wygaszano produkcję M3 by ostatecznie zakończyć ją w grudniu 1942 r. Łącznie - wyprodukowano 6258 szt. czołgu M3 Lee/Grant wszystkich wersji.
Używany był przez wojska brytyjskie, australijskie, amerykańskie i radzieckie oraz kraje Ameryki Południowej (104 szt.).
Pojedyncze Granty były używane do szkolenia podchorążych w polskim Ośrodku Wyszkolenia Motorowego i Broni Pancernej na Bliskim Wschodzie w latach 1942−1943. Granty w wersji dowódczej znalazły się również na uzbrojeniu 2 Brygady Pancernej. Dowództwo brygady użytkowało trzy takie czołgi w latach 1943–1944.

## Zastosowanie bojowe
Kilka sztuk czołgu M3 miały w posiadaniu jednostki amerykańskie broniące Filipin przed Japończykami na przełomie 1941/1942 r. Właściwy jednak chrzest bojowy M3 przeszedł w rękach Brytyjczyków – 27 maja 1942 roku w czasie bitwy pod Gazalą – i służył w jednostkach bojowych (zarówno brytyjskich jak i amerykańskich) do końca kampanii północnoafrykańskiej. W okresie obu bitew pod El-Alamein gen. Bernard Montgomery używał specjalnie przystosowanej wersji czołgu M3 Grant do wizytowania pola bitwy. To właśnie od załogi tego czołgu otrzymał swoje charakterystyczne nakrycie głowy - czarny beret. Czołg ten jest dostępny w Imperial War Museum w Londynie. Łącznie Brytyjczycy otrzymali 2887 sztuk tego pojazdu.
Bardzo szybko wyszły na jaw wady czołgu – choć M3 wykazał w wielu dziedzinach wyższość nad czołgami brytyjskimi (wysoka niezawodność, lepsze uzbrojenie i opancerzenie). Szczególnie poważnym problemem była wysoka sylwetka, co na płaskiej jak stół pustyni czyniło zeń łatwiejszy do trafienia cel. Szybko okazało się również, że 37 mm działko ppanc nie jest już w stanie sobie poradzić z coraz lepiej opancerzonymi pojazdami niemieckimi. Choć do armaty kal. 75 mm była amunicja ppanc., to umieszczenie działa w sponsonie bardzo utrudniało trafienie ruchomych celów, a jego niskie położenie powodowało konieczność wystawienia całego pojazdu na ostrzał przeciwnika. Innym problemem (zwłaszcza w Tunezji) były nie najlepsze możliwości pokonywania terenu. Aby lista wad była pełna należy doliczyć niewystarczające opancerzenie w chwili gdy pojawiły się na polu walki niemieckie czołgi i działa samobieżne wyposażone w długolufowe działa. Było to jedną z wielu przyczyn ogromnych strat w najbardziej znanym epizodzie z udziałem amerykańskich M3 czyli bitwie o przełęcz Kasserine w Tunezji na przełomie stycznia/lutego 1943 roku.
Po zdobyciu Sycylii dostępna była już wystarczająca liczba czołgów M4 Sherman, dlatego M3 został wycofany ze służby i nie wziął udziału w walkach w kontynentalnej części Europy. Wyjątkiem był front wschodni. ZSRR otrzymał w ramach programu Lend-Lease 1386 szt. czołgów M3. Wykorzystano je jednak na niewielką skalę – głównie na dalekiej północy, gdzie Niemcy nie posiadali broni pancernej. W szeregach Armii Czerwonej M3 nie cieszył się dobrą sławą; załogi radzieckie użytkujące te pojazdy „ochrzciły” je mianem „grobu dla sześciu braci” – czołgi te jako łatwe łupy (głównie przez swą wysokość, słaby nitowany pancerz i benzynowy, a więc łatwopalny z powodu użycia w nim benzyny silnik) były szybko niszczone przez Niemców.
M3 okazał się jednak dobrym pojazdem do walk na Dalekim Wschodzie i wyspach Pacyfiku – głównie z powodu nielicznej i niskiej wartości bojowej japońskiej broni pancernej. Amerykanie użyli M3 w czasie walk o atol Makin w 1943 roku. Najbardziej przysłużyły się jednak Brytyjczykom w walkach w Birmie. Okazały się idealne jako pojazdy wsparcia piechoty do walk w dżungli. Odegrały bardzo ważną rolę w bitwie o Imphal w 1944 roku.

## Wersje czołgu
- M3 – z nitowanym pancerzem.
- M3A1 – z odlewanym pancerzem.
- M3A2 – ze spawanym pancerzem.

Schemat przedstawiający pojazdy wywodzące się z konstrukcji czołgu M3

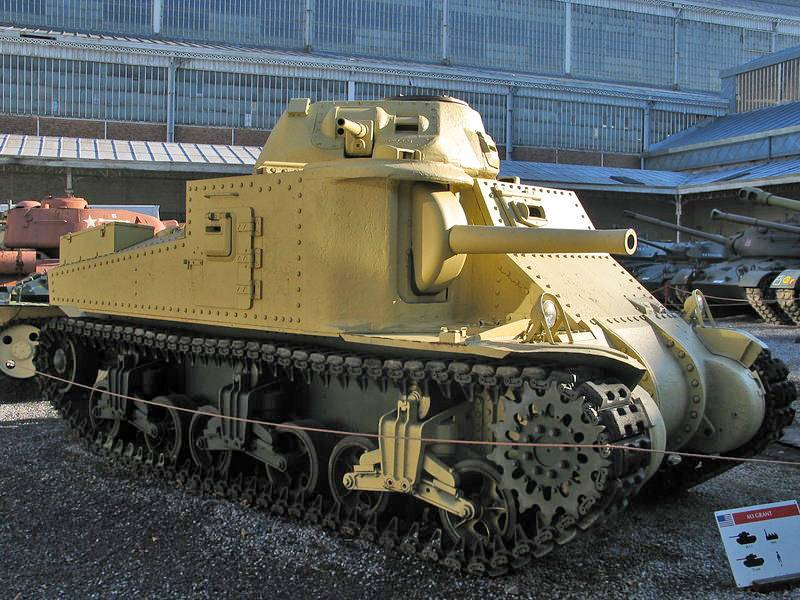
M3 Grant

- M3A3 – ze spawanym pancerzem i dwoma silnikami Diesla.
- M3A4 – nitowany pancerz. Z powodu braku odpowiednich silników użyto pięciu zsynchronizowanych silników samochodowych.
- M3A5 – z nitowanym pancerzem i dłuższą armatą 37 mm.

## Warianty czołgu
- M31B1 Tank Recovery Vehicle – pojazd inżynieryjny, bazowany na M3A3 ze spawanym pancerzem.
- M31B2 Tank Recovery Vehicle – pojazd inżynieryjny, bazowany na M3A5 z nitowanym pancerzem.
- 105 mm Howitzer Motor Carriage M7 (M7 Priest) – działo samobieżne z haubicą 105 mm.
- 155 mm Gun Motor Carriage M12 – działo samobieżne z armatą 155 mm.
- Grant CDL (Canal Defence Light) – wersja z silnym reflektorem
- Grant Command – czołg dowodzenia, z atrapą armaty, wyposażony w dodatkowy sprzęt radiowy.
- Grant Scorpion III – z trałem minowym.
- Grant Scorpion IV – z trałem minowym i dodatkowym silnikiem.
- Cargo Carrier T14 – prototyp, transporter opancerzony.
- Heavy Traktor T16 – prototyp, ciągnik artyleryjski.
- 3" Gun Motor Carriage T24 – prototyp, działo samobieżne z armatą 76,2 mm.
- 105 mm Howitzer Gun Motor Carraige T25 – prototyp, działo samobieżne z haubicą 105 mm.
- 75 mm Gun Motor Carriage T26 – prototyp, działo samobieżne z armatą 75 mm.
- 40 mm Gun Motor Carriage T36 – prototyp, działo samobieżne z armatą 40 mm.
- 3" Gun Motor Carriage T40 (M9) – prototyp, działo samobieżne z armatą 76,2 mm.
- 25 pdr Gun Motor Carriage T51 – prototyp, działo samobieżne 25 funtowe (87,6 mm).

## Dane techniczne pozostałych wersji czołgu
| Model                  | M3 (Lee I)                                                                             | Grant I                                                                                | M3A1 (Lee II)                                                                          | M3A2 (Lee III)                                                                         | M3A3 (Lee IV i V)                                                                      | M3A4 (Lee VI)                                                                          |                                                                                        |
| ---------------------- | -------------------------------------------------------------------------------------- | -------------------------------------------------------------------------------------- | -------------------------------------------------------------------------------------- | -------------------------------------------------------------------------------------- | -------------------------------------------------------------------------------------- | -------------------------------------------------------------------------------------- | -------------------------------------------------------------------------------------- |
| Załoga                 | 6 – dowódca, dwóch ładowniczych, dwóch celowniczych, kierowca                          | 6 – dowódca, dwóch ładowniczych, dwóch celowniczych, kierowca                          | 6 – dowódca, dwóch ładowniczych, dwóch celowniczych, kierowca                          | 6 – dowódca, dwóch ładowniczych, dwóch celowniczych, kierowca                          | 6 – dowódca, dwóch ładowniczych, dwóch celowniczych, kierowca                          | 6 – dowódca, dwóch ładowniczych, dwóch celowniczych, kierowca                          | 6 – dowódca, dwóch ładowniczych, dwóch celowniczych, kierowca                          |
| Masa (kg)              | 27272                                                                                  | 28100                                                                                  | 27900                                                                                  | 27900                                                                                  | 27900                                                                                  | 29000                                                                                  |                                                                                        |
| Długość (z armatą) (m) | 5,63                                                                                   | 5,64                                                                                   | 6,12                                                                                   | 5,64                                                                                   | 6,12                                                                                   | 6,63                                                                                   |                                                                                        |
| Wysokość (m)           | 3,02                                                                                   | 3,02                                                                                   | 3,12                                                                                   | 3,12                                                                                   | 3,12                                                                                   | 3,12                                                                                   |                                                                                        |
| Szerokość              | 2,72 m                                                                                 | 2,72 m                                                                                 | 2,72 m                                                                                 | 2,72 m                                                                                 | 2,72 m                                                                                 | 2,72 m                                                                                 | 2,72 m                                                                                 |
| Uzbrojenie główne      | Armata 75 mm / L31 w kadłubie, wersja M2 lub M3 Armata 37 mm w wieży, wersja M5 lub M6 | Armata 75 mm / L31 w kadłubie, wersja M2 lub M3 Armata 37 mm w wieży, wersja M5 lub M6 | Armata 75 mm / L31 w kadłubie, wersja M2 lub M3 Armata 37 mm w wieży, wersja M5 lub M6 | Armata 75 mm / L31 w kadłubie, wersja M2 lub M3 Armata 37 mm w wieży, wersja M5 lub M6 | Armata 75 mm / L31 w kadłubie, wersja M2 lub M3 Armata 37 mm w wieży, wersja M5 lub M6 | Armata 75 mm / L31 w kadłubie, wersja M2 lub M3 Armata 37 mm w wieży, wersja M5 lub M6 | Armata 75 mm / L31 w kadłubie, wersja M2 lub M3 Armata 37 mm w wieży, wersja M5 lub M6 |
| Uzbrojenie pomocnicze  | 2-3 karabiny maszynowe Browning M1919A4 7,62 mm                                        | 2-3 karabiny maszynowe Browning M1919A4 7,62 mm                                        | 2-3 karabiny maszynowe Browning M1919A4 7,62 mm                                        | 2-3 karabiny maszynowe Browning M1919A4 7,62 mm                                        | 2-3 karabiny maszynowe Browning M1919A4 7,62 mm                                        | 2-3 karabiny maszynowe Browning M1919A4 7,62 mm                                        | 2-3 karabiny maszynowe Browning M1919A4 7,62 mm                                        |
| Opancerzenie           | kadłub do 51 mm wieża do 76 mm                                                         | kadłub do 51 mm wieża do 76 mm                                                         | kadłub do 51 mm wieża do 76 mm                                                         | kadłub do 51 mm wieża do 76 mm                                                         | kadłub do 51 mm wieża do 76 mm                                                         | kadłub do 51 mm wieża do 76 mm                                                         | kadłub do 51 mm wieża do 76 mm                                                         |
| Szybkość maksymalna    | 38,5 km/h                                                                              | 38,5 km/h                                                                              | 38,5 km/h                                                                              | 38,5 km/h                                                                              | 38,5 km/h                                                                              | 38,5 km/h                                                                              | 38,5 km/h                                                                              |
| Zasięg (km)            | 177                                                                                    | 230                                                                                    | 193                                                                                    | 193                                                                                    | 241                                                                                    | 193                                                                                    |                                                                                        |